# Darmtuberkulose
Die Darmtuberkulose – verursacht durch Mykobakterien – ist weltweit die häufigste spezifische Entzündung des Darmes. In Deutschland ist die Erkrankung allerdings sehr selten geworden.
Das Endstück des Krummdarms (das untere Ileum) und der Blinddarm (das Coecum) sind die häufigsten Lokalisationen, allerdings kann jeder Abschnitt des Verdauungstrakts betroffen sein, so auch der Mastdarm (das Rektum).

## Symptome
Bauchschmerzen, Durchfälle mit großen Eiweiß-, Natrium- und Kalium-Verlusten, Darmverschluss bzw. obstruktiven Symptomen, Blut im Stuhl, Fieber, Gewichtsverlust und Nachtschweiß sind häufige Symptome. Geschwürbildungen der Darmwand können zu Fistelbildungen führen, die zu einem Befall der Bauchhöhle oder – im Bereich des Mastdarms – zu Analfisteln führen können. Bei unklaren Bauchschmerzen, Fieber und Aszites sollte deshalb auch an eine tuberkulöse Bauchfellentzündung gedacht werden.

## Ursache
Früher war die primäre Darmtuberkulose meist die Folge einer Rindertuberkulose bzw. der Aufnahme von mit Tuberkelbakterien verseuchter Milch (Erreger: Mycobacterium bovis). Dies ist durch veterinärmedizinische Maßnahmen aber v. a. das Pasteurisieren der Milch äußerst selten geworden. Im Epidemiologischen Bulletin 11/2001 des Robert Koch-Instituts wurden von 3947 kulturell gesicherten Tuberkulose-Stämmen nur 51 Stämme (1,3 %) des Mycobacterium bovis nachgewiesen. Stattdessen erfolgt die Infektion des Magen-Darm-Trakts heute als sekundäre Form durch Verschlucken hochgehusteter Erreger bei der Lungentuberkulose. Auch über den Blutweg kann eine Infektion erfolgen.

## Organbefund
In den Peyer-Plaques der Ileozoekalgegend kommt es bei der Ileozäkaltuberkulose zu einer tuberkulösen Infiltration und schließlich zu deren Verkäsung, anschließend zur Bildung typischer Darmgeschwüre (sogenannter tuberkulöser Ileozaekaltumore). Hyperplastische Formen können Darmkarzinome vortäuschen.

## Abklärung
Stuhlproben eignen sich nicht zur Abklärung einer Darmtuberkulose. Bioptische Probengewinnungen sind zielführender.
- Ultraschall des Darmes
- Koloskopie mit Biopsie
- CT des Bauchraumes

Differentialdiagnostisch ist an einen Morbus Crohn bzw. Colitis ulcerosa, weiters an eine Appendizitis zu denken.

## Behandlung
siehe: Tuberkulose